# Andrea Pearson
Andréa Carina Pearson (* 29. September 1977 in Washington, D.C.) ist eine US-amerikanische Schauspielerin.
Andrea Pearson wuchs einen Großteil ihrer Kindheit in Afrika auf, denn ihre Familie lebte elf Jahre lang sowohl in Äthiopien als auch an der Elfenbeinküste. Pearson besuchte die International Community School of Abidjan und machte 1998 ihren Abschluss. Bereits während ihrer Highschoolzeit zeigte sich ihr schauspielerisches Talent, sie trat in diversen Schulproduktionen auf. Doch damals erregte sie durch ihr Talent als Basketballerin mehr Aufmerksamkeit. Aufgrund ihrer schönen Stimme nahm sie bereits in jungen Jahren an Talentshows teil und sang in Musicals. 

## Filmografie (Auswahl)
- 2001: Ruling Class
- 2002: American Gun
- 2002–2003: General Hospital
- 2002–2003: Port Charles
- 2003: Freedom Fighters (Synchronstimme)
- 2006: SOCOM U.S. Navy SEALs: Fireteam Bravo 2 (Synchronstimme)

### Gastauftritte
- 2000: City Guys (Folge 4.25)
- 2000–2001: Eine himmlische Familie (7th Heaven, Folgen 5.9 bis 5.11, 5.13, 5.14, 5.21 und 5.22)
- 2001: American Campus – Reif für die Uni? (Undeclared, Folge 1.2)
- 2001: Dawson’s Creek (Folgen 5.5, 5.6 und 5.8)
- 2005: Cuts, Folge 1.2
- 2005: O.C., California (The O.C., Folgen 3.9 und 3.13)